# Ministério da Reforma Administrativa
O Ministério da Reforma Administrativa foi um departamento do Governo de Portugal, destinado a coordenar as políticas de reforma da Administração Pública, com vista à sua modernização e desburocratização. O ministério existiu apenas durante nos II e VII Governos Constitucionais, em 1978 e 1981, respetivamente.

## Ministros
Os titulares do cargo de ministro da Reforma Administrativa foram:
| Período                                      | Ministro                    | Governo                    |
| -------------------------------------------- | --------------------------- | -------------------------- |
| 30 de janeiro de 1978 – 29 de agosto de 1978 | Rui Pena                    | II Governo Constitucional  |
| 9 de janeiro de 1981 – 4 de junho de 1981    | Eusébio Marques de Carvalho | VII Governo Constitucional |